# Стіллвотер (Оклахома)
Стіллвотер (англ. Stillwater) — місто (англ. city) в США, в окрузі Пейн штату Оклахома. Населення — 48 394 особи (2020).

## Географія
Стіллвотер розташований за координатами 36°8′13″ пн. ш. 97°4′21″ зх. д. / 36.13694° пн. ш. 97.07250° зх. д. (36.137051, -97.072421).  За даними Бюро перепису населення США в 2010 році місто мало площу 77,73 км², з яких 76,50 км² — суходіл та 1,23 км² — водойми.

### Клімат
| Клімат : Стіллвотер                                      | Клімат : Стіллвотер | Клімат : Стіллвотер | Клімат : Стіллвотер | Клімат : Стіллвотер | Клімат : Стіллвотер | Клімат : Стіллвотер | Клімат : Стіллвотер | Клімат : Стіллвотер | Клімат : Стіллвотер | Клімат : Стіллвотер | Клімат : Стіллвотер | Клімат : Стіллвотер | Клімат : Стіллвотер |
| Показник                                                 | Січ.                | Лют.                | Бер.                | Квіт.               | Трав.               | Черв.               | Лип.                | Серп.               | Вер.                | Жовт.               | Лист.               | Груд.               | Рік                 |
| Абсолютний максимум, °C                                  | 27,2                | 33,3                | 36,7                | 40,0                | 38,3                | 41,1                | 45,0                | 46,1                | 43,9                | 37,2                | 31,1                | 28,9                | 46,1                |
| Середній максимум, °C                                    | 8,4                 | 11,7                | 16,7                | 22,1                | 26,3                | 30,9                | 34,2                | 34,1                | 29,4                | 23,8                | 16,0                | 10,3                | 22,0                |
| Середній мінімум, °C                                     | −5,6                | −2,8                | 2,5                 | 7,8                 | 13,8                | 19,0                | 21,7                | 20,7                | 15,9                | 8,8                 | 2,5                 | −3,2                | 8,5                 |
| Абсолютний мінімум, °C                                   | −24,4               | −28,3               | −20,6               | −8,9                | −1,7                | 6,1                 | 10,0                | 6,1                 | −0,6                | −11,1               | −13,9               | −26,1               | −28,3               |
| Норма опадів, мм                                         | 33                  | 41                  | 82                  | 88                  | 137                 | 110                 | 68                  | 77                  | 105                 | 82                  | 65                  | 44                  | 932                 |
| Днів з опадами                                           | 4,5                 | 4,6                 | 6,9                 | 7,3                 | 9,1                 | 8,1                 | 5,6                 | 6,3                 | 7,1                 | 6,1                 | 5,5                 | 4,6                 | 75,7                |
| Днів зі снігом                                           | 1,3                 | 1,0                 | 0,3                 | 0                   | 0                   | 0                   | 0                   | 0                   | 0                   | 0                   | 0,2                 | 1,0                 | 3,8                 |
| -------------------------------------------------------- | ------------------- | ------------------- | ------------------- | ------------------- | ------------------- | ------------------- | ------------------- | ------------------- | ------------------- | ------------------- | ------------------- | ------------------- | ------------------- |
| Джерело: NOAA The Weather Channel (extreme temperatures) |                     |                     |                     |                     |                     |                     |                     |                     |                     |                     |                     |                     |                     |

## Демографія
Згідно з переписом 2010 року, у місті мешкало 45 688 осіб у 17 941 домогосподарстві у складі 7920 родин. Густота населення становила 588 осіб/км².  Було 19753 помешкання (254/км²).
Расовий склад населення:
| - 79,5 % — білих - 5,6 % — азіатів - 4,7 % — чорних або афроамериканців - 3,9 % — корінних американців - 0,1 % — вихідців з тихоокеанських островів - 1,2 % — осіб інших рас |

До двох чи більше рас належало 5,0 %. Частка іспаномовних становила 4,3 % від усіх жителів.
За віковим діапазоном населення розподілялося таким чином: 14,8 % — особи молодші 18 років, 77,1 % — особи у віці 18—64 років, 8,1 % — особи у віці 65 років та старші. Медіана віку мешканця становила 23,9 року. На 100 осіб жіночої статі у місті припадало 102,3 чоловіків;  на 100 жінок у віці від 18 років та старших — 102,2 чоловіків також старших 18 років.
Середній дохід на одне домашнє господарство  становив 50 724 долари США (медіана — 30 799), а середній дохід на одну сім'ю — 74 370 доларів (медіана — 53 324). Медіана доходів становила 39 916 доларів для чоловіків та 29 592 долари для жінок. За межею бідності перебувало 33,0 % осіб, у тому числі 28,2 % дітей у віці до 18 років та 4,1 % осіб у віці 65 років та старших.
Цивільне працевлаштоване населення становило 22 275 осіб. Основні галузі зайнятості: освіта, охорона здоров'я та соціальна допомога — 36,3 %, мистецтво, розваги та відпочинок — 13,8 %, роздрібна торгівля — 12,7 %.